# Literatura română în slavonă
Literatura română în slavonă a apărut pe fundalul influențelor slave asupra vorbitorilor de română, limba slavonă fiind folosită pentru mai multe secole ca limbă liturgică și limbă oficială pe teritoriul țărilor române.

## Scurt istoric
În momentul în care slavii pătrund în sudul Dunării, limba română comună se scindează. Primele influențe slave apar prin intermediul ortodoxismului, în a doua jumătate a secolului al X-lea, conform inscripțiilor descoperite în Moldova și Muntenia. Cele mai vechi manuscrise păstrate datează însă din secolul al XII-lea.

## Scrierile religioase
- Două scrisori ale egumenului Nicodim (1385, 1391).
- Niște imnuri religioase compuse de Filotei, fost logofăt al lui Mircea cel Bătrân.
- Textul hagiografic Mucenicia Sfântului Ioan cel Nou, compus de Grigorie Țamblac, predicator al lui Alexandru cel Bun.
- Tetraevanghelul, prima copie după o carte religioasă (secolul al XV-lea).
- Romanele populare Alexandria, Varlaam și Ioasaf.

## Scrierile cu caracter laic
- Scrisoarea lui Ștefan cel Mare către principii creștini după victoria de la Vaslui (remarcabilă prin arta compoziției).
- Letopisețul de când s-a început Țara Moldovei, prima noastră cronică, scrisă tot la curtea lui Ștefan, în care se glorifică luptele de apărare a  țării din vremea domnitorului.
- Letopisețul de când s-a început Țara Moldovei, scris de Macarie din porunca lui Petru Rareș. Macarie nu face numai narațiune istorică ci și memorialistică, pentru că a fost martor ocular la evenimente, dar are un stil greoi, imitat după cronicarii străini.
- Cronica lui Eftimie, care continuă letopisețul lui Macarie din porunca lui Alexandru Lăpușneanu, într-un stil mai simplu și mai accesibil.
- Cronica lui Azarie, ucenic al lui Macarie, care prezintă istoria Moldovei, acuzându-i pe Despot și pe Ioan-vodă Armeanul, care-i prigoniseră pe boieri.

## Învățăturile lui Neagoe Basarab către fiul său Teodosie
În 1894 a fost descoperit la Sofia manuscrisul Învățăturile lui Neagoe Basarab către fiul sau Teodosie, în limba slavonă, pe hârtie fabricată la Veneția în secolul al XVI-lea, având un scris caligrafic și vignete în aur. Se presupune că manuscrisul era destinat fie cancelariei domnești, fie lui Teodosie însuși. Astăzi există o variantă slavonă, una românească și una grecească, cea din urmă păstrată la muntele Athos.
Opera este o enciclopedie a cunoștințelor moral-politice, filozofice și pedagogice, o sinteză a gândirii și a experienței medievale. Concepută ca un imens testament, vădește o puternică personalitate, căci intensitatea trăirii este egală cu intensitatea gândirii. Poate fi considerată și o operă ideologică, cu scop educativ, deoarece este prezentat un cod moral al societății românești. Arta compoziției este asemănătoare cu cea a literaturii bizantine. Capitolele finale, consacrate mamei, soției și copilului impresionează prin sensibilitate, duioșie și lirism.
A fost tradusă în românește încă din secolul al XVII-lea.